# Sprint Corporation
Sprint Nextel Corporation (NYSE: S) là một công ty viễn thông có trụ sở ở Overland Park, Kansas. Công ty sở hữu và điều hành mạng di động lớn thứ ba ở Mỹ, với 48.8 triệu khách hàng, sau Verizon Wireless và AT&T Mobility. Sprint là một nhà cung cấp dịch vụ Internet toàn cầu (mạng Tier 1) và tạo nên một phần của xương sống Internet. Ở Mỹ, công ty cũng điều hành mạng không dây băng rộng và là công ty cung cấp mạng lớn thứ ba về độ phủ địa lý.
Công ty được thành lập vào năm 2005 sau khi Sprint mua lại Nextel Communications với giá $35 tỷ. Năm 2006, công ty cho ra doanh nghiệp kinh doanh sản phẩm phụ điện thoại viễn thông cục bộ, đặt tên là Embarq. Công ty cũng đã hoàn thành việc nhận lại $6,5 tỷ USD từ Nextel Partners, một trong những chi nhánh lớn nhất, phần lớn cung cấp dịch vụ viễn thông không dây cho thị trường nông thôn.
Sprint cũng điều hành và bảo trì DCSNet, mạng riêng được giám sát của Chính quyền Hoa Kỳ.
Sprint đã sáp nhập vào T-Mobile và hợp nhật dưới tên T-Mobile.